# Privatinsel

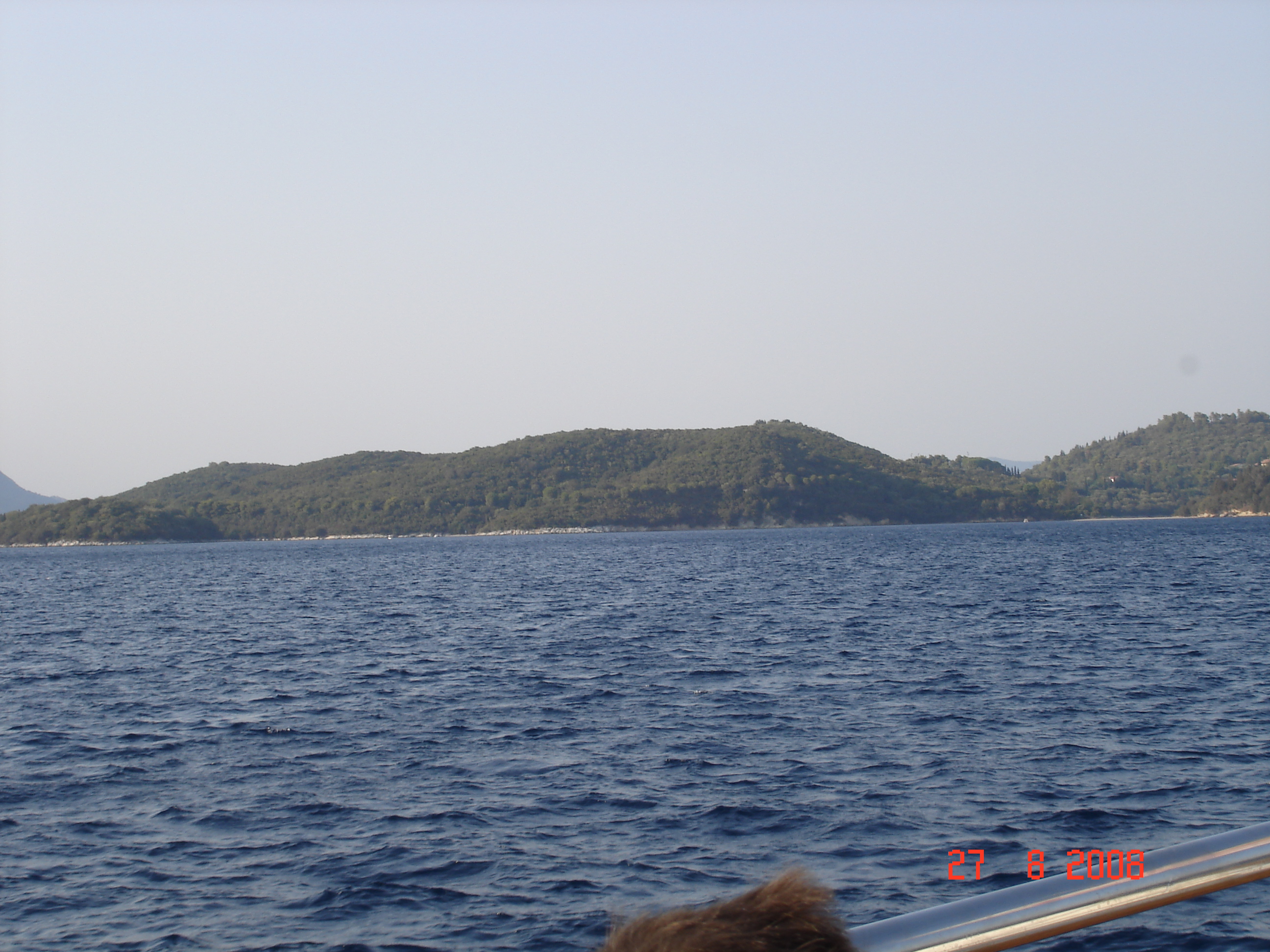
Skorpios, Privatinsel des griechischen Reeders Aristoteles Onassis (1906–1975) im Ionischen Meer

Eine Privatinsel ist eine Insel, die im Besitz einer Privatperson oder eines Unternehmens ist. Obwohl die Exklusivität einer Insel dem Eigentümer substanzielle Kontrolle über deren Besitz gibt, gelten auch hier die Gesetze der Regierungen der zugehörigen Länder und Staaten.

## Eigentum
Verglichen mit einem Grundstück auf dem Festland hat eine Insel einen bedeutend beschränkteren Zugang, sowohl für Unbefugte als auch für Bewohner, die alle Lieferungen per Schiff oder Flugzeug transportieren müssen. Auf einigen Inseln wurde und wird Vieh gehalten, da sie vom Meer umgeben sind und so als natürliche Einzäunung fungieren, welche das Entlaufen der Tiere verhindert.
Es gibt viele tausende unbewohnte Inseln weltweit mit kommerziellem Potential für Ferienorte oder zur privaten Freizeitgestaltung. Die kommerzielle Entwicklung einer unbewohnten Insel kann auch das Ökosystem einer Insel verbessern, viele haben eine gefährdete und fragile Flora und Fauna.  Einige Privatinseln sind von den Eigentümern in ihrer Unberührtheit belassen worden, manche sind bebaut und andere touristisch entwickelt mit einem Hotelresort, einer Hafenanlage oder einer Landebahn für kleinere Flugzeuge. Einige Prominente haben ihre eigenen privaten Inseln.
Es gibt sehr unterschiedliche Richtlinien und Auflagen von Regierungen in Bezug auf Privatinseln. In der Volksrepublik China können Inseln beispielsweise nicht direkt gekauft, sondern nur für eine Höchstdauer von 40–70 Jahren von der Regierung gepachtet werden.  Praktisch alle Inseln auf der Welt werden von den Regierungen der Länder beansprucht und verwaltet. Die Gesetze des Landes gelten; jedes Bestreben des Inseleigentümers Souveränität über das Gebiet zu erlangen, ist generell unrealistisch.
Dennoch versuchen noch immer einige Menschen, ihre eigenen Mikronationen auf Inseln zu gründen. Nach internationalem Recht können nur Inseln beansprucht werden, die auch bei Tidehochwasser aus dem Wasser ragen.  Einige Menschen haben deshalb versucht, ihre eigene souveräne Insel zu erschaffen, wie Immobilienmillionär Michael Oliver. Er versuchte 1971 den unabhängigen Stadtstaat „Republik Minerva“ auf einer künstlich erbauten Insel im Südpazifik zu gründen.
Privatinseln in Schottland, Brasilien, Chile und anderen Ländern sind rechtlich nicht vollständig privat. Das Küstenvorland, wie z. B. Strände, ist im Besitz des Staates und damit öffentliches, zugängliches Eigentum. Das Gleiche gilt in den nordischen Ländern (ausgenommen Dänemark): Nur das Haus und die unmittelbare Umgebung sind rechtlich gegen Hausfriedensbruch geschützt. Die Gewässer drum herum sind frei zugänglich, hier gilt das sogenannte Jedermannsrecht.
In der Vergangenheit haben manche Kreuzfahrtanbieter ihren Passagieren den Zugang zu kleinen, unbesiedelten Inseln ermöglicht. Dies führte dazu, dass die Reedereien Inseln kauften, auch um die Aufenthaltsqualität zu verbessern und mehr Kontrolle zu haben.
„Pearl Island“ in So Kwun Wat, Hongkong, ist eine Insel mit einer geschlossenen, privaten Wohnanlage.

## Lage und Preise
Die Preise sind in Nova Scotia, Teilen von Michigan, Maine und Mittelamerika tendenziell niedriger, in Europa, den Bahamas oder Französisch-Polynesien dagegen höher. Inseln in guter Lage und mit einer guten Infrastruktur haben einen höheren Marktwert, werden jedoch nicht so häufig verkauft. Einige sind für Urlauber zu mieten, ein Trend, der in den 2000er Jahren größer wurde, als die Finanzkrise es für einige Besitzer schwieriger machte, die Inseln zu unterhalten.
Durch die Immobilienblase in den USA in den 2000ern fielen die Preise für viele Privatinseln. Gleichzeitig wurde durch Umweltbewegungen die Bebauung von Inseln eingeschränkt, dadurch kommen insgesamt weniger Privatinseln auf den Markt.
Indonesien ist ein Archipel aus 17.000 Inseln, die Philippinen bestehen aus rund 7100 Inseln. Die Kaufbestimmungen sind für Ausländer sehr strikt und bei vielen Inseln sind die Eigentumsrechte unklar oder sie sind bereits besiedelt. Daher gelten Privatinseln in Südostasien als unerschwinglich teuer, da es zudem eine hohe Nachfrage von Hotelentwicklern gibt.
Auf Privatinseln werden inzwischen auch Villen neben Luxushotels gebaut und verkauft. Damit ergeben sich für den Inseleigentümer weitere Einnahmequellen und die Villen-Käufer haben eine exklusive Rückzugsmöglichkeit, ohne die gesamten anfallenden Kosten tragen zu müssen.
Die kanadische Regierung hat beschlossen, 100 Privatinseln an der Ostküste der Atlantikprovinz Nova Scotia zu kaufen und zu Naturschutzgebieten zu erklären. Im Rahmen der „100 Wild Islands Legacy Campaign“ soll die ökologische Vielfalt erhalten bleiben.